# База отдыха завода ОЦМ
Ба́за о́тдыха заво́да ОЦМ — населённый пункт в Кирово-Чепецком районе Кировской области. Входит в состав Бурмакинского сельского поселения.

## География
Населённый пункт находится в центральной части Кировской области, в подзоне южной тайги, на правом берегу реки Быстрица, на расстоянии 29 км к юго-западу от города Кирово-Чепецк, административного центра района.

### Климат
Климат характеризуется как континентальный, с продолжительной холодной многоснежной зимой и умеренно тёплым коротким летом. Среднегодовая температура — 1,3 — 1,4 °C. Средняя температура воздуха самого холодного месяца (января) составляет −14,4 — −14,3 °C (абсолютный минимум — −35 °С); самого тёплого месяца (июля) — 17,6 — 17,8 °C (абсолютный максимум — 35 °С). Безморозный период длится в течение 114—122 дней. Годовое количество атмосферных осадков — 500—700 мм, из которых около 70 % выпадает в тёплый период. Снежный покров устанавливается в середине ноября и держится 160—170 дней.

### Часовой пояс
База отдыха завода ОЦМ, как и вся Кировская область, находится в часовой зоне МСК (московское время). Смещение применяемого времени относительно UTC составляет +3:00.

## История
Населённый пункт образован в 1998 году в составе Бурмакинского сельского округа. База основана кировским заводом ОЦМ.

## Население
| 2010 |
| ---- |
| 3    |

### Национальный состав
Согласно результатам переписи 2002 года, в национальной структуре населения русские составляли 57 %, молдаване — 43 % из 7 чел.

## Инфраструктура
База функционирует как коммерческое предприятие.

## Транспорт
Населённый пункт доступен автотранспортом. Остановка общественного транспорта «База отдыха».